# Пјаца (Кунео)
Пјаца (итал. Piazza) је насеље у Италији у округу Кунео, региону Пијемонт.
Према процени из 2011. у насељу је живело 1520 становника. Насеље се налази на надморској висини од 536 м.